# Château de Körtlinghausen
Le château de Körtlinghausen (allemand : Schloss Körtlinghausen) est un château baroque situé en Allemagne dans le Sauerland, entre Rüthen et Warstein dans l'arrondissement de Soest. Ce château entouré de douves se trouve dans la vallée de la Glenne, au nord-ouest de Kallenhardt (village aujourd'hui intégré à la municipalité de Rüthen). Il est entouré d'une immense chênaie, l'une des plus importantes d'Allemagne, datant de plus d'un millénaire.

## Historique

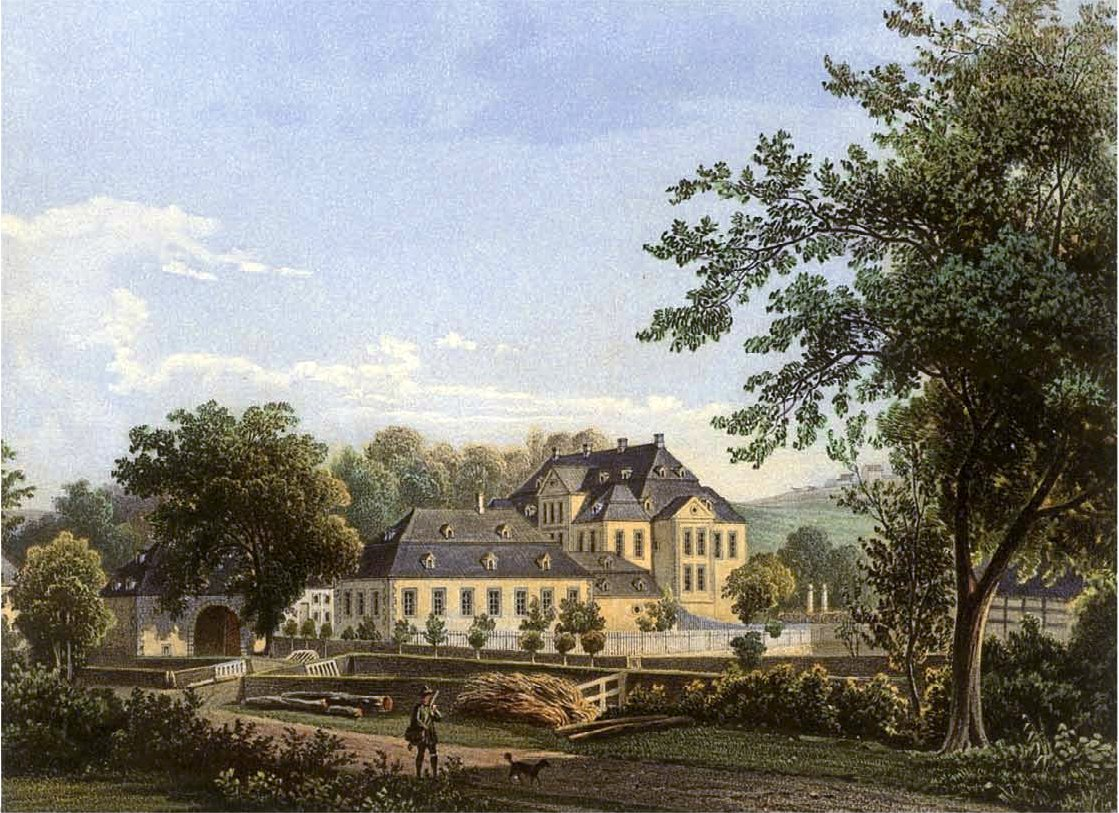
Le château vers 1860.

Le château actuel a pris la place d'un ancien château fort entouré de douves. Le domaine appartient à la famille von Schorlemer (de) et à la famille von Rüdenberg (de) depuis le XIVe siècle. La famille von Lürwald (de) en prend possession en 1447, puis la famille von Hanxleden (de). En 1614, la famille von Westrem lui succède et de 1645 à 1819 la famille von Weichs (de). 
En 1714, le baron Franz Otto von und zu Weichs commande la construction d'un nouveau château à Justus Wehmer, de style baroque. Les barons de Fürstenberg (de) deviennent propriétaires en 1830 et leurs descendants le sont toujours aujourd'hui. Il sert de maison d'accueil aux réfugiés de 1945 (venus des provinces disparues de l'ancienne Allemagne intégrées à l'URSS ou à la Pologne). De 1956 à 1994, le château abrite une école de formation de l'union fédérale d'auto-défense (Bundesverband für den Selbstschutz). Le château est restauré de 1999 à 2004 par son propriétaire, le baron Dietger von Fürstenberg, qui remporte le prix de la préservation du patrimoine de Westphalie-Lippe en 2004. Le financement des travaux est dû à la vente par le baron d'un manuscrit allemand du XIIe siècle, le missel de Stammheim, vendu en 1997 au musée Getty de Los Angeles. Ce bien qui était depuis des générations au sein de la famille Fürstenberg en Allemagne est donc devenu un bien américain.
Aujourd'hui le château est disponible pour des locations pour des séminaires, des réceptions, etc. Les communs du côté nord abritent les locaux administratifs et agricoles.

## Maison de maîtres

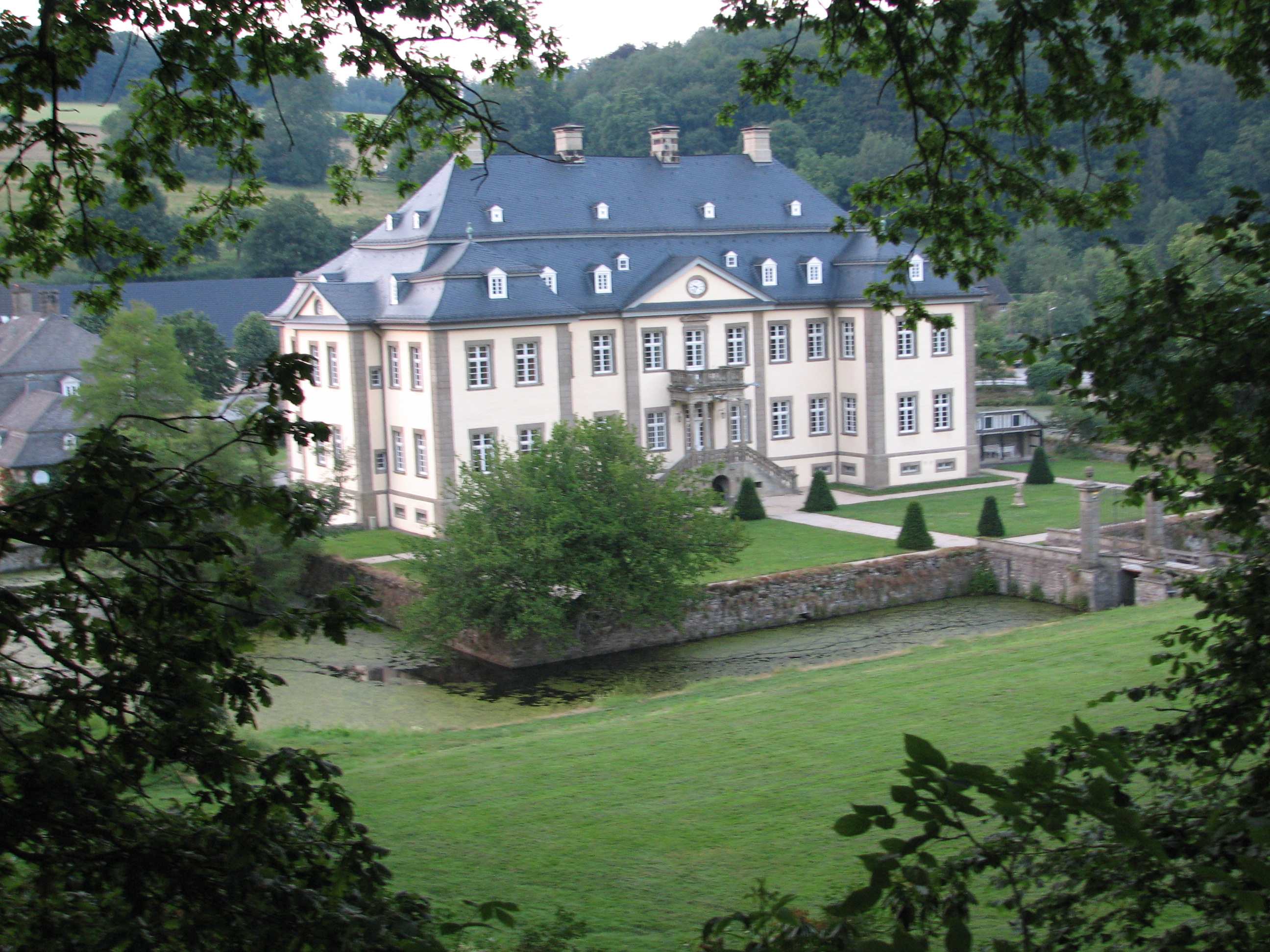
Vue de la maison de maîtres.

On accède au château en traversant une grande cour fermée par les bâtiments des communs, les écuries et le corps de garde. Le corps de logis qui abrite la maison de maîtres se présente sous la forme d'un grand rectangle avec un fronton à la grecque sur trois des façades. Deux pavillons de côté donnent du côté de la cour d'honneur. Le tout repose sur un des deux îlots. Les fenêtres sont entourées de grès. La toiture mansardée est surmontée de quatre cheminées. L'escalier du côté du parc est surmonté d'un balcon à colonnes dessiné en 1721. La porte d'honneur du côté cour est surmontée du double blason des Weichs et des Droste zu Erwitte (de) (Haus Füchten).

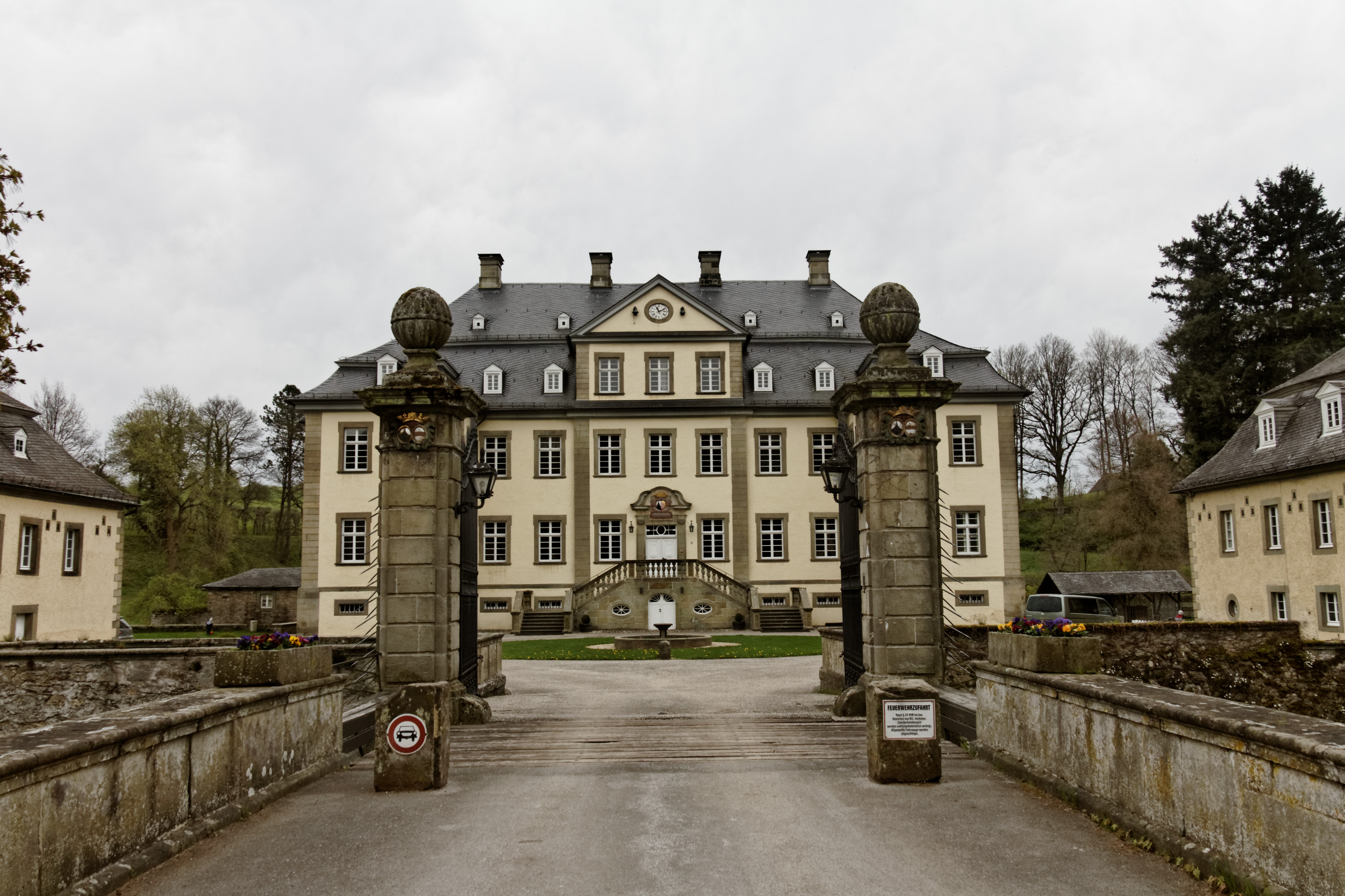
Vue de la cour d'honneur.

### Intérieur
L'escalier d'honneur à deux volées mène au rez-de-chaussée surélevé par un entresol. Une grande salle de réception avec des fresques au plafond donne du côté du parc. Elle est richement décorée de stucs. On remarque aux angles le blason du baron von Weichs qui fit bâtir le château, ainsi que celui de ses trois épouses successives.

## Chapelle
La chapelle du château est vouée à sainte Marie-Madeleine. On peut y accéder  par les deux étages du château. Le plafond est orné d'un décor géométrique de stucs avec une représentation peinte de la patronne de la chapelle. Elle a été peinte en 1727. L'autel date de 1739. La tribune seigneuriale est remarquable.

## Bâtiments

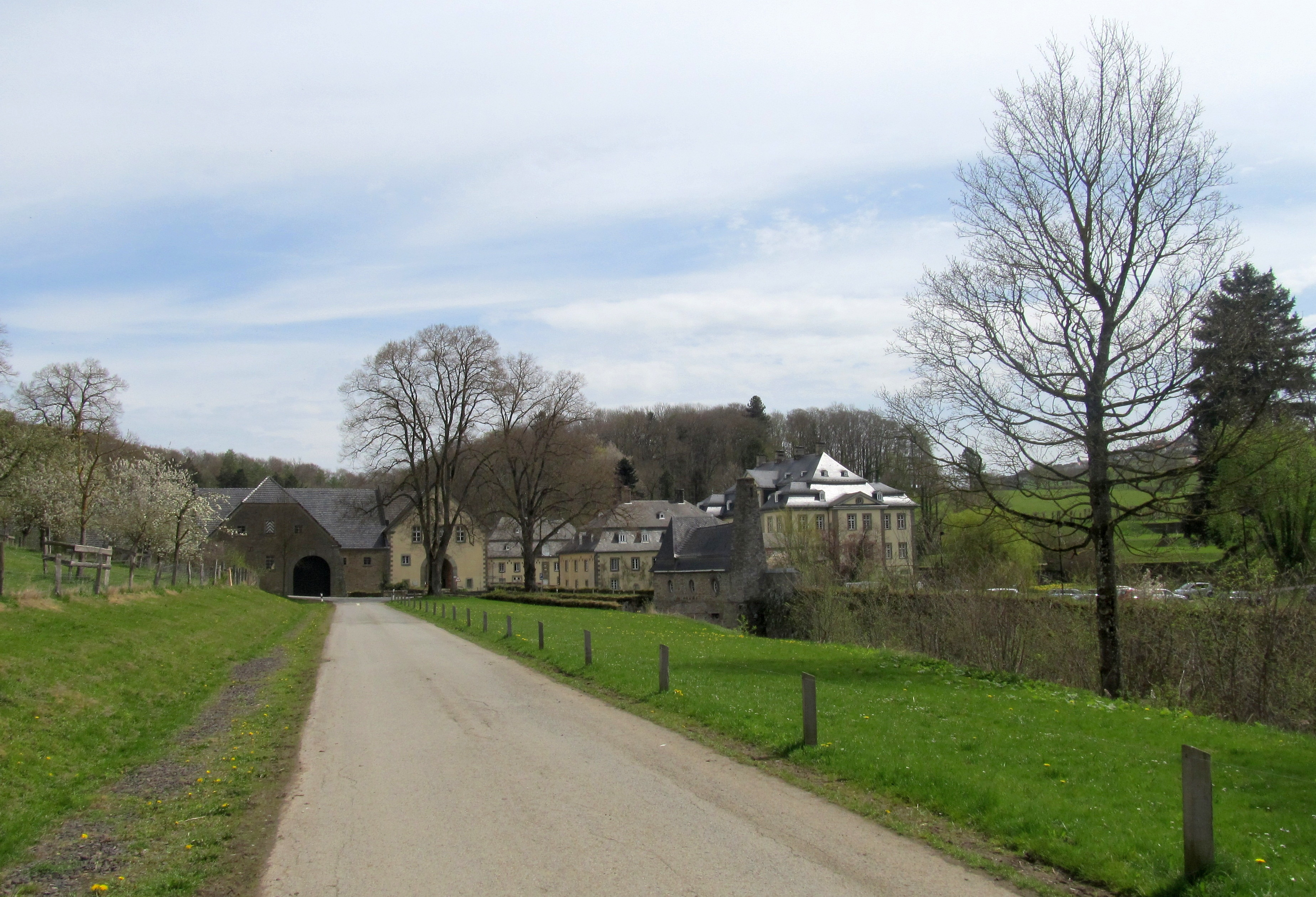
Vue de loin.

Les deux pavillons de la cour d'honneur sont de Nagel, inspiré par Wehmer. Celui à l'ouest est décoré du double blason matrimonial des Weichs et des Westrem et date de 1731 ; celui du côté est est orné du blason des Weichs et des Galen et date de 1743.  La remise du sud est couronnée d'un petit clocheton. le milieu du bâtiment de l'économat à trois étages est dominé par un fronton d'entrée. L'aile ouest consiste en corps de garde à portail (Torhaus) datant de 1736 et surélevé en 1850. Le parc à terrasses à fondement de paraboles est accessible par un petit pont.

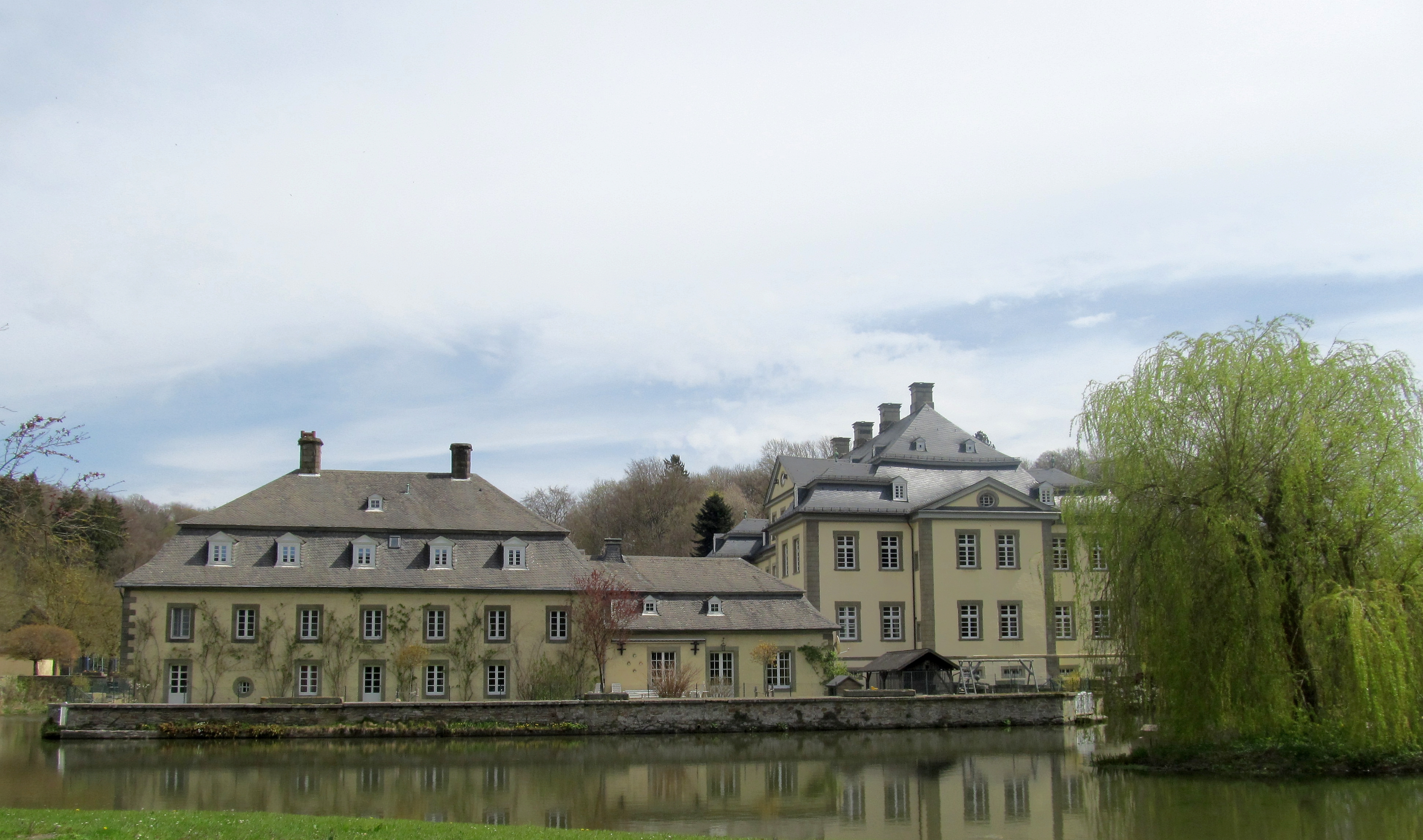
Le château en 2012.

## Source de la traduction
- (de) Cet article est partiellement ou en totalité issu de l’article de Wikipédia en allemand intitulé « Schloss Körtlinghausen » (voir la liste des auteurs).